# Kuifcoua
De kuifcoua (Coua cristata) is een vogel uit de familie Cuculidae (koekoeken).

## Verspreiding en leefgebied
Deze soort is endemisch in Madagaskar en telt vier ondersoorten:
- C. c. cristata: noordelijk en oostelijk Madagaskar.
- C. c. dumonti: westelijk deel van Centraal-Madagaskar.
- C. c. pyropyga: zuidwestelijk Madagaskar.
- C. c. maxima: zuidoostelijk Madagaskar.